# Prescottia plantaginea
Prescottia plantaginea är en orkidéart som beskrevs av John Lindley. Prescottia plantaginea ingår i släktet Prescottia och familjen orkidéer. Inga underarter finns listade i Catalogue of Life.

## Bildgalleri

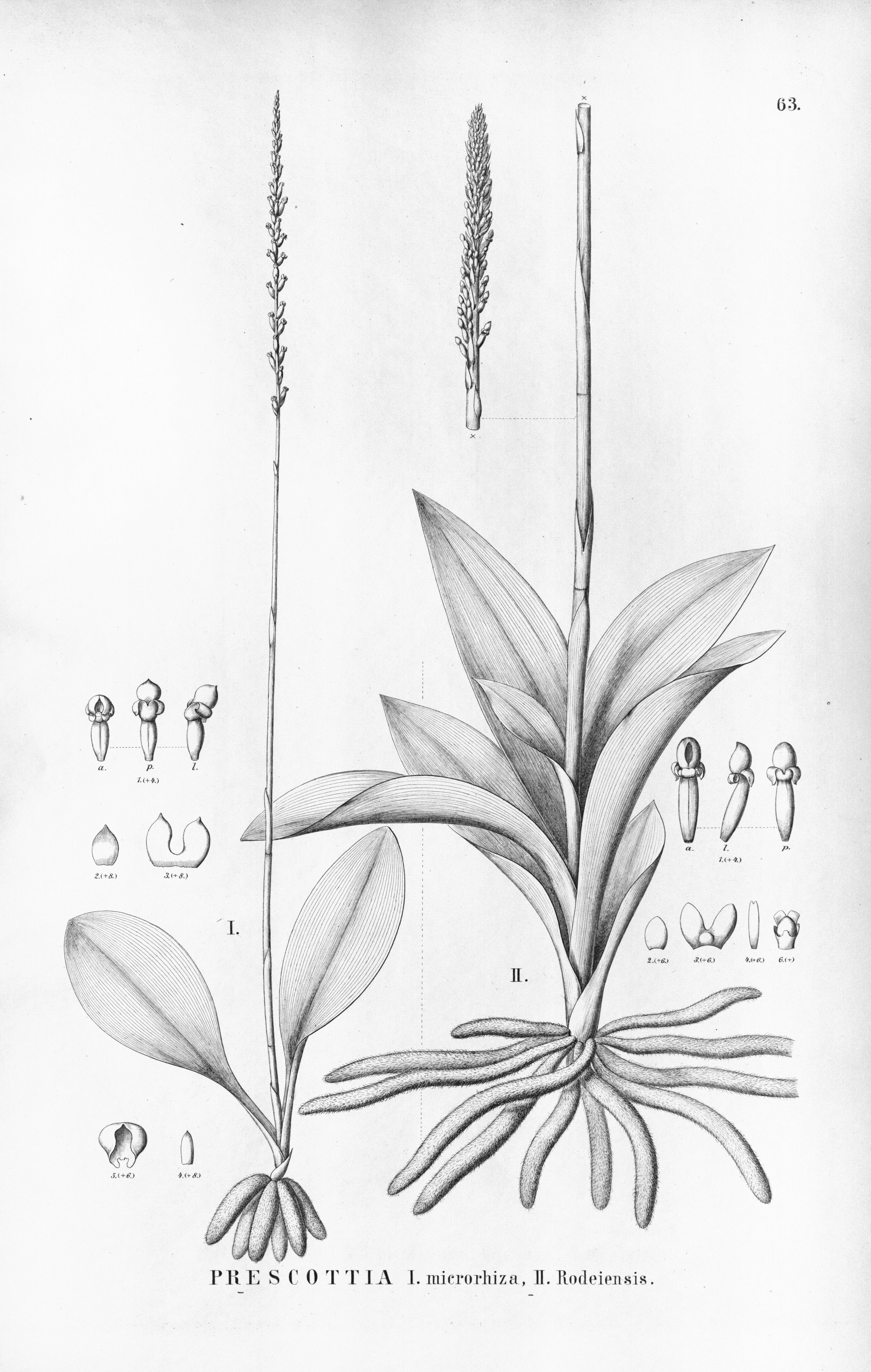